# 青森市立横内中学校
青森市立横内中学校（あおもりしりつ よこうちちゅうがっこう）は、青森県青森市大字四ツ石字里見にある公立中学校。

## 概要
2005年（平成17年）よりロシア・ハバロフスクの中学校、2006年より、大連の第19中学校と指定校交流をしている。

## 沿革
- 1947年（昭和22年）4月20日 - 横内村立横内中学校として創立。同日、開校式と入学式挙行。
- 1948年（昭和23年）6月28日 - 旧五連隊被服倉庫の一部の払い下げを受け、校舎とする。住所は、横内村大字横内字亀井29番地。
- 1951年（昭和26年）11月25日 - 校歌制定。
- 1955年（昭和30年）
  - 1月1日 - 横内村が青森市に合併されたため、青森市横内中学校と改称。
  - 4月1日 - 牛館地区を荒川中学校の学区に編入。同日、校章制定。
- 1956年（昭和31年）4月1日 - 田茂木野地区を筒井中学校の学区に編入。
- 1959年（昭和34年）6月9日 - 新校舎竣工移転。住所は、大字横内字亀井233番地。
- 1960年（昭和35年）
  - 4月1日 - 県立八甲学園内に特殊学級1学園設置。
  - 4月5日 - 普通教室1・職員室等増設。同日、定時制高校併設。
- 1965年（昭和40年）5月4日 - 体育館落成式挙行。
- 1967年（昭和42年）
  - 12月15日 - 創立20周年記念式典挙行。
  - 12月22日 - 音楽室・理科室・技術室等
- 1970年（昭和45年）3月16日 - 校旗樹立式挙行。
- 1973年（昭和48年）10月4日 - プレハブ3教室増築。
- 1977年（昭和52年）- プレハブ教室増築。
- 1978年（昭和53年）- プレハブ教室増築。
- 1980年（昭和55年）- プレハブ教室増築。
- 1981年（昭和56年）
  - 日時不明 - プレハブ教室増築。
  - 3月31日 - 大字四ッ石字里見64番6号（現在地）に建設した校舎新築竣工。
  - 5月20日 - 新校舎へ移転。
  - 12月21日 - 体育館竣工。
- 1982年（昭和57年）4月1日 - 美術教室を普通教室に転用。
- 1983年（昭和58年）4月1日 - 特殊教室を普通教室に転用。
- 1984年（昭和59年）4月1日 - 視聴覚室・第一音楽室を普通教室に転用。特殊教室を復元し、特殊学級再開。
- 1985年（昭和60年）
  - 5月11日 - 中庭庭園完成
  - 12月23日 - 3教室増設。第一音楽室と美術室を復元。
- 1987年（昭和62年）10月17日 - 創立40周年記念式典挙行。
- 1989年（平成元年）7月20日 - 水泳プール竣工。
- 1990年（平成2年）4月1日 - 学級増のため、再び視聴覚室・第一音楽室を普通教室に転用。
- 1991年（平成3年）12月25日 - スポーツハウス竣工。
- 1992年（平成4年）9月3日 - 視聴覚室をパソコン教室に転用。
- 1993年（平成5年）5月10日 - コンピュータ室設置。
- 1995年（平成7年）4月1日 - 特殊学級休級。
- 1997年（平成9年）10月24日 - 創立50周年記念式典挙行。

## 通学区域
妙見1～3丁目、問屋町1、2丁目、卸町、大矢沢、横内、四ツ石、合子沢、新町野、雲谷、野尻、幸畑1～5丁目

## 周辺
- 青森県道44号青森環状野内線
- 明石神社

## アクセス
- 青森市営バス「四ッ石」バス停下車後、徒歩約180m・約3分[5]。

## 参考資料
- 『新青森市史 別編教育（別巻） 年表・学校沿革』（青森市・2000年3月発行）「学校沿革 （二）中学校」236頁～237頁「横内中学校 変遷」